# Kasim Sulton
Kasim Sulton (* 8. prosince 1955, Staten Island, New York, New York, USA) je americký baskytarista, zpěvák a hráč na klávesové nástroje. 
Svou kariéru zahájil v kapele zpěvačky Cherry Vanilla. V roce 1975 nahradil Johna Sieglera ve skupině Utopia, kterou vedl zpěvák a kytarista Todd Rundgren. Členem kapely zůstal řadu let. Rovněž se podílel na dalších Rundgrenových projektech. Rovněž působil v kapelách Blue Öyster Cult, The New Cars a dalších. Hrál na albech řady hudebníků, mezi něž patří například Patti Smith (Dream of Life), Steve Hillage (L) a Meat Loaf (Bat Out of Hell). Své první sólové album Kasim vydal roku 1982).